# Новогвинејска торбарска мачка
Новогвинејска торбарска мачка или новогвинејска квола (Dasyurus albopunctatus) је врста сисара торбара из реда Dasyuromorphia. 

## Распрострањење
Ареал врсте је ограничен на мањи број држава. Врста има станиште у Папуи Новој Гвинеји и Западној Новој Гвинеји (Индонезија).

## Станиште
Врста је присутна на подручју острва Нова Гвинеја. Станиште врсте су шуме. Врста је по висини распрострањена од нивоа мора до 3.600 метара надморске висине, али најчешће од 1.000 до 1.300 метара.

## Угроженост
Ова врста је на нижем степену опасности од изумирања, и сматра се скоро угроженим таксоном.